# Lacydonia hampsoni
Lacydonia hampsoni är en ringmaskart som beskrevs av Blake in Blake och Hilbig 1994. Lacydonia hampsoni ingår i släktet Lacydonia och familjen Lacydoniidae. Inga underarter finns listade i Catalogue of Life.